# María Cecilia Rognoni
María Cecilia Rognoni Potocki (Buenos Aires, 1. prosinca 1976.) je argentinska hokejašica na travi. Obrambena je igračica.
Svojim igrama izborila je mjesto u argentinskom izabranom sastavu.
Igrala je za klubove Club Ciudad de Buenos Aires, Hockey Club Rotterdam, Push, Amsterdam, kölnski Rot-Weiss.
Kćer je argentinskog hokejaša Horacija Rognonija koji je igrao na OI 1968. u Meksiku.

## Uspjesi
Osvajačica je srebrnog odličja na OI 2000. i brončanog odličja na OI 2004. u Ateni.
Međunarodna hokejska federacija ju je proglasila Svjetskom hokejašicom godine 2002., a iste godine je dobila argentinsku športsku nagradu Olimpia de Oro.

## Sudjelovanja na velikim natjecanjima
- izlučni turnir za OI 1996., 1995.: 4. mjesto

| Prethodna dobitnica: | Svjetska hokejašica godine 2002. | Sljedeća dobitnica: |
| Luciana Aymar        | Svjetska hokejašica godine 2002. | Mijntje Donners     |

| Prethodna dobitnica: | Olimpia de Oro 2002. | Sljedeća dobitnica: |
| Maartje Scheepstra   | Olimpia de Oro 2002. | Manu Ginóbili       |

## Vanjske poveznice
- "María Cecilia Rognoni"[neaktivna poveznica], Sports Reference.
- "María Cecilia Rognoni"  Arhivirana inačica izvorne stranice od 8. siječnja 2020. (Wayback Machine), Biografía.
- (šp.) Hockey Sobre Césped Femenino - Cecilia Rognoni Se va Minadeo del Seleccionado Cecilia Rognoni vive un sueño dorado